# Une histoire de ballon, lycée no 31 Pékin
Pour plus de détails, voir Fiche technique et Distribution.
Une histoire de ballon, lycée no 31 Pékin est un court métrage documentaire réalisé par Marceline Loridan-Ivens et Joris Ivens, sorti en 1976.
Il fait partie de la série de documentaires Comment Yukong déplaça les montagnes, et a reçu le César du meilleur court métrage documentaire en 1977.

## Synopsis
Dans un lycée de Pékin, un élève a envoyé un ballon en direction du professeur qui venait de demander d'arrêter de jouer. La classe se réunit pour discuter de ce problème,.

## Fiche technique
- Réalisation : Marceline Loridan-Ivens et Joris Ivens
- Montage : Suzanne Baron
- Durée : 21 minutes
- Date de sortie : 10 mars 1976[3].

## Distinctions
- 1977 : César du meilleur court métrage documentaire lors de la 2e cérémonie des César[4].